# Bukumolol
Bucumolol je beta-adrenergijski antagonista.